# Ганболдын Гандэлгэр
Ганболдын Гандэлгэр (род. 8 августа 1995, Улан-Батор, Монголия) — монгольский футболист, полузащитник клуба «Дерен», выступающего в Чемпионате Монголии.

## Биография
Ганболдын родился 8 августа 1995 в скромной семье кочевников, которые вскоре переехали в Улан-Батор. Когда ему было 11 лет, его семья переехала в Сеул, где он стал заниматься в местной футбольной Академии.
В 2010 году переехал в Лондон и стал заниматься в академии «Battersea Lions FC» и стал одним из лучших бомбардиров в местной лиге. Затем он планировал стать игроком «Куинз Парк Рейнджерс», но ему так и не был предложен контракт. Позже он был подписан на контракт с Академией «Тоттенхэм Хотспур» в 2011 году после испытания, которое включало его забивание двух мячей в одном матче.
В 2015 году Ганболдын вернулся в Монголию и подписал контракт с ФК «Дерен» из Монгольской премьер-лиги.